# Synagoga Szulima Nejmana w Łodzi
Synagoga Szulima Nejmana w Łodzi – prywatny dom modlitwy znajdujący się w Łodzi przy ulicy Podrzecznej 5.
Synagoga została zbudowana w 1902 roku z inicjatywy Szulima Nejmana. Mogła ona pomieścić 75 osób. Podczas II wojny światowej hitlerowcy zdewastowali synagogę.